# Macao en los Juegos Paralímpicos de Río de Janeiro 2016
Macao estuvo representado en los Juegos Paralímpicos de Río de Janeiro 2016 por un deportista masculino en natación. El equipo paralímpico no obtuvo ninguna medalla en estos Juegos.